# Élection présidentielle algérienne de 1999
L'élection présidentielle algérienne de 1999 est l'élection du président de la République algérienne démocratique et populaire qui s'est déroulée de manière anticipée le 15 avril 1999. Abdelaziz Bouteflika est élu au premier tour avec 73,80 % des suffrages.

## Contexte

### Guerre civile
Depuis 1991, l'Algérie est fracturée entre loyalistes et islamistes. Les années 1997-1998 sont ensanglantées par deux massacres d'ampleur : Bentalha (1997), Relizane (1998).

### Non-candidature du président sortant
À partir de 1995, l'ancien militaire Liamine Zéroual dirige l'Algérie et adopte face aux islamistes une « ligne dure », qui s'oppose à toute discussion avec les terroristes du Front islamique du salut (FIS). Il n'hésite pas à utiliser une terminologie radicale dans la lutte qui oppose le gouvernement à l'Armée islamique du salut, dont il souhaite voir les combattants « exterminés » et avec laquelle il n’entend mener aucune « négociation »,
En septembre 1998, il s'adresse à la nation pour annoncer sa décision de ne pas se représenter. Il annonce également la tenue d’une élection présidentielle anticipée, celle-ci devant se tenir initialement en 2000.

## Enjeux
Le scrutin doit donner une légitimité suffisante au président élu et lui permettre de mettre en œuvre ses mesures concernant la question de la paix et de la concorde nationale, mais aussi, de montrer que l'Algérie renoue avec la démocratie suivant une trajectoire débutée en 1995 et 1997 et des premiers scrutins présidentiels et législatifs depuis ceux de 1991.
Les principaux enjeux de la campagne électorale peuvent être ainsi résumés:
- Finir avec la longue période de guerre et la place du FIS (Front islamique du Salut).
- Redresser l'économie nationale pénalisée par la guerre civile.
- La nature du régime politique
- La place de l'armée dans la vie politique
- Les revendications des populations berbères
- Des enjeux sociaux: les droits des femmes, de la famille, ...

## Système électoral
Le président de la République est élu au suffrage universel direct, pour un mandat de cinq ans au scrutin uninominal majoritaire à deux tours. Il est rééligible une seule fois.

## Candidats
- Abdelaziz Bouteflika : ministre sous Ben Bella et Boumédiène, membre influant au sein du « clan d'Oujda », soutenu par une partie de l’armée et présenté comme « candidat du consensus »[3]
- Hocine Aït Ahmed : socialiste, opposant historique au régime du FLN insaturé, partisan d'une « démocratie pluraliste », défavorable à l'arrêt du processus de 1991
- Mouloud Hamrouche : chef de gouvernement sous la présidence de Chadli Bendjedid (1989-1991), encourage les réformes de libéralisation politique et économique après les manifestations de 1988
- Ahmed Taleb Ibrahimi : cacique de l'ancien parti unique, s'inscrit dans une mouvance « national-islamiste » (ou « barbéfèlène »)
- Youcef Khatib : médecin, opposant à Boumédiène, conseiller de Zéroual
- Mokdad Sifi : chef du gouvernement sous la présidence de Zéroual, entre 1994 et 1995
- Abdallah Djaballah : candidat islamiste.

À la veille du scrutin, les six derniers candidats se retirent en dénonçant un scrutin joué d’avance.

## Campagne
Hormis Abdelaziz Bouteflika, les candidats se retirent en publiant un texte le 14 avril 1999 dans lequel ils affirment : « Nous décidons notre retrait collectif des élections présidentielles et la non-reconnaissance de la légitimité des résultats de ce scrutin et appelons à cet effet au retrait de nos représentants dans les bureaux et centres de vote et dans les commissions de surveillance à tous les niveaux ». À noter que El khatib ne s’est pas retiré des élections, et n’a pas participé à la réunion du 12 avril 1999 au siège du FFS
Les candidats mettent en avant des risques de fraudes. Ils demandent une audience au président Zéroual, qui refuse en invoquant son rôle de garant des institutions républicaines dans une période de campagne électorale et de guerre civile.

## Résultats
Le 20 avril 1999, le Conseil constitutionnel proclame les résultats suivants :
| Candidats                                                | Résultat en % | Nombre de voix |
| -------------------------------------------------------- | ------------- | -------------- |
| Abdelaziz Bouteflika (sans étiquette)                    | 73,5 %        | 7 445 045      |
| Ahmed Taleb Ibrahimi                                     | 12,5 %        | 1 265 594      |
| Abdallah Djaballah (Mouvement pour la réforme nationale) | 4,0 %         | 400 080        |
| Hocine Aït Ahmed (Front des forces socialistes)          | 3,2 %         | 321 179        |
| Mouloud Hamrouche                                        | 3,1 %         | 314 160        |
| Mokdad Sifi                                              | 2,2 %         | 226 139        |
| Youcef Khatib                                            | 1,2 %         | 121 414        |
| Suffrages exprimés                                       | 100 %         | 10 652 623     |

D'après ces résultats, la participation est moins importante qu'en 1995.

## Analyse
Cette élection est marquée par une suspicion de fraude électorale. L'observatrice José Garçon, comme les opposants, la qualifie de « parodie » ou de « simulacre » d'une élection démocratique.
L'armée conserve son rôle prépondérant dans la prise de décision politique. Cette attitude vaut le surnom de « décideurs » à la hiérarchie militaire.